# Harud
Harud (Urdu: خزاں español: otoño) es una película independiente de la India escrita, dirigida y producida por el actor Aamir Bashir. Trata sobre la violencia y la privación de la vida cotidiana en Cachemira. Fue proyectado en el Festival Internacional de Cine de Toronto y el Festival de cine de Londres.

## Reparto
- Mohammad Amir Naji como Yusuf.
- Shahnawaz Bhat como Rafiq.
- Shamim Basharat como Fatima.
- Reza Naji como el oficial.
- Salma Ashai[3]

## Sinopsis
En Cachemira el hermano de Rafiq ha desaparecido. Le dirige hacia Pakistán pero un oficial le detiene y le obliga a volver su casa. Con la desaparición de su hermano se desmora toda la familia. Luego Rafiq descubre una pista, la cámara de su hermano.